# Richland (condado de Richland, Wisconsin)
Richland es un pueblo ubicado en el condado de Richland en el estado estadounidense de Wisconsin. En el Censo de 2010 tenía una población de 1.379 habitantes y una densidad poblacional de 16,83 personas por km².

## Geografía
Richland se encuentra ubicado en las coordenadas 43°20′10″N 90°22′7″O / 43.33611, -90.36861. Según la Oficina del Censo de los Estados Unidos, Richland tiene una superficie total de 81.93 km², de la cual 81.93 km² corresponden a tierra firme y (0%) 0 km² es agua.

## Demografía
Según el censo de 2010, había 1.379 personas residiendo en Richland. La densidad de población era de 16,83 hab./km². De los 1.379 habitantes, Richland estaba compuesto por el 96.88% blancos, el 1.23% eran afroamericanos, el 0.15% eran amerindios, el 0.73% eran asiáticos, el 0% eran isleños del Pacífico, el 0.44% eran de otras razas y el 0.58% pertenecían a dos o más razas. Del total de la población el 3.34% eran hispanos o latinos de cualquier raza.